# Донє Зделиці
46°01′ пн. ш. 16°55′ сх. д. / 46.02° пн. ш. 16.91° сх. д.
Донє Зделиці (хорв. Donje Zdjelice) — населений пункт у Хорватії, у Копривницько-Крижевецькій жупанії у складі громади Вір'є.

## Населення
Населення за даними перепису 2011 року становило 74 осіб.
Динаміка чисельності населення поселення: